# بارقی
بارقی نسبت به بارق لقب سعد بن عدی که پدر قبیله ای است از یمن.
بارقی به موارد زیر گفته می‌شود:
- بارق.
- بنی بارق.

## نام اشخاص
- عروة بن جعد بارقی.
- ام‌الخیر بنت حریش.
- حذیفة بارقی.
- سراقةبن مرداس بارقی: شاعر و اهل ذوق بود و بسیار به نزد پادشاهان می‌رفت و خوش سخن بود.
- معقر بارقی: از شاعران عرب دوران جاهلی بود.
- عرفجه بن هرثمه بارقی: رجوع به هرثمة و اصحاب جزایر شود.
- حذیفة بن محصن بارقی.
- عبدﷲ علی بن عبدﷲ بارقی: وی از عبدالله بن عمر (رض) روایت کرده. مجاهد گوید: علی ازد در رمضان در هر شب قرآن ختم می‌کرد.
- حیان بن ایاس بارقی ازدی: از صحابه بود و از ابن عمر (رض) روایت کرد و شعبه از وی روایت دارد.
- ابوالنصر عاصم بن هلال بارقی: از صحابه و امام مسجد ایوب سختیانی بود.
- عمرو بن نعجة یشکری بارقی: وی از علی (ع) روایت کرد و ابواسحاق سبعی از او روایت دارد.
- عمر بن سعید حمان بارقی: از طرفداران علی بن ابی طالب گردید.